# Akugyo

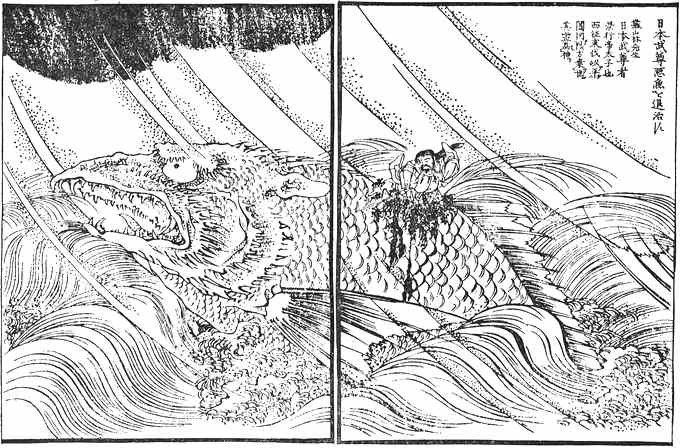
"Đánh bại cá ác samurai Nhật Bản" từ "Kanpira Shrine Tour" của Koura Urakawa.

Akugyo (悪魚 hoặc 悪樓 (Ác Ngư và Ác Lâu)) là một loài yokai sống dưới nước trong thần thoại Nhật Bản.

## Khái quát
Một con cá khổng lồ sống ở vùng biển lỗ tại huyện Kibi (tỉnh Okayama). Kích thước lớn đến mức nó có thể ăn một con tàu đang đến gần. Thần ác và thần Kibianaji xuất hiện trong thời đại Nhật Bản thư kỷ. Có người giả thuyết cho rằng đó là "Anatojin", xuất hiện trong "Kojiki", Hoàng đế Keiji.

## Huyền thoại
Akugyo đã được nhìn thấy ở biển Nhật Bản, ngoài khơi tỉnh Echigo (tỉnh Toyama ngày nay) vào năm 1805. Cơ thể của nó dài khoảng 11 mét, và sừng của nó dài hơn 60 cm. Nó đã bị phá hủy bởi Chúa Matsudaira của Kaga, người đã gửi 1500 người và 450 khẩu súng để giết nó.
Một bậc thầy taiko nổi tiếng từ Kaga, Izutsuya Kanroku, đang ở trên một chiếc thuyền ở biển Nhật Bản thì đột nhiên chiếc thuyền ngừng di chuyển. Nó đã chèo thuyền qua lưng của một akugyo và bị mắc kẹt. Kanroku chắc chắn rằng anh ta đã chết. để làm nhưng chờ đợi cái chết, anh ấy đã chơi với tất cả năng lượng còn lại của mình. Anh ấy đã đánh trống to đến nỗi âm thanh truyền qua bầu trời và khắp biển. Thuyền của anh ấy bị rung chuyển khỏi akugyo, và cuộc sống của anh ấy đã được cứu.